# Ambassade Spathari

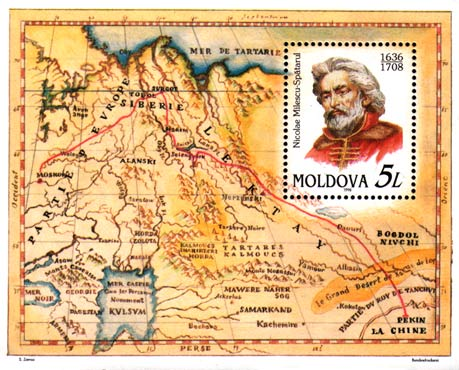
Timbre de Moldavie avec la carte de l'itinéraire de l'ambassade Spathari

L'Ambassade Spathari (en russe : Посо́льство Спафа́рия) (1675-1678) est une expédition diplomatique composée de 150 hommes dirigée par Nicolaï Gavrilovitch Milescu Spathari. Elle est envoyée par le tsar Alexis Ier dans le but de régler le tracé de la frontière sur le fleuve Amour et d'établir des relations commerciales avec l'empire de la dynastie Qing, mais également pour obtenir des descriptions des possessions russes au-delà du lac Baïkal jusqu'au Primorié et les territoires voisins. Contrairement aux explorateurs qui l'ont précédé, Nicolae Milescu s'est engagé à étudier sérieusement la Chine et la langue chinoise, ce qui lui a permis de recueillir beaucoup de renseignements précieux pour son pays.

## Ambassade
Après avoir atteint la ville d'Ienisseïsk, Milescu Spathari envoie Ignati Milovanov (ru) dans la capitale chinoise Pékin muni d'un rapport précisant les buts poursuivis par l'ambassade russe. Milovanov remonte la rivière Angara jusqu'au lac Baïkal, et de là par la rivière Selenga il poursuit jusqu'à l'embouchure de l'Ouda (affluent de la Selenga). Le long de la rive droite, il se rend au nord-est jusqu'au grand lac Evarnoe, traverse les monts Iablonovy et par la rivière Chita et Ingoda (bassin de l'Amour) il arrive à Nertchinsk. Plus tard, cette route devint la voie principale pour aller d'Irkoutsk à la rivière Chilka.
De Nertchinsk à Chilka et à l'Amour, Milovanov atteint la ville d'Albazino et, traversant le fleuve Amour, il est le premier Européen à se rendre dans le sud à Pékin, par le versant oriental des monts du Grand Khingan, à environ 1200 km.
L'ambassade Spathari, en suivant l'Ienisseï jusqu'au lac Baïkal, suit la route empruntée par Milanov, traverse la Transbaïkalie puis à la mi-janvier 1676 traverse encore le Grand Khingan sur la rivière Nen. Ils attendent le retour de Milovanov qu'ils rencontrent le 18 février avec une lettre destinée à Moscou. Milovanov retourne à Moscou et ne reviendra que quelques années plus tard à Nertchinsk. Selon Youri Semionov, les Russes souhaitaient développer le commerce avec les Chinois pour financer les luttes en Occident. Mais les Chinois ne s'intéressaient pas au commerce et les envoyés russes ne témoignaient sans doute pas une vénération suffisante pour l'empereur, le Fils du Ciel.
Quant à l'ambassade, elle poursuit son chemin à travers la Mandchourie et à la mi-mai elle arrive à la capitale de la dynastie Qing, où le pays est gouverné par le prince Songgotu, oncle du jeune empereur Kangxi. Après plus d'un an passé dans la ville de Pékin, l'ambassade n'a toujours pas obtenu le moindre résultat positif. C'est pourquoi Nicolaï Gavrilovitch Milescu Spathari repart pour la Sibérie orientale au printemps 1677 par la même voie qu'à l'aller. 

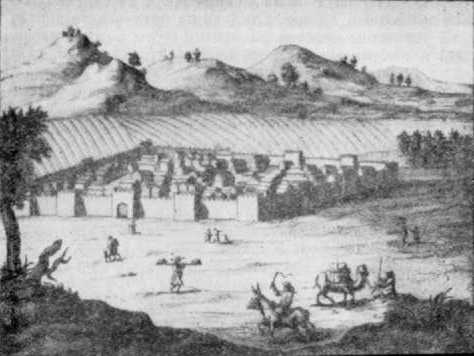
Vue de Zhangjiakou

Outre la création et le maintien de relations avec l'empire Qing, l'ambassade Spathari a joué un rôle énorme dans la découverte de la Sibérie et de la Transbaïkalie : des descriptions détaillées de nombreux territoires ont été établies qui ont été ensuite utilisées aussi bien en Russie qu'en dehors, comme par les jésuites qui se sont intéressés à la Chine.